# 関東バス阿佐谷営業所

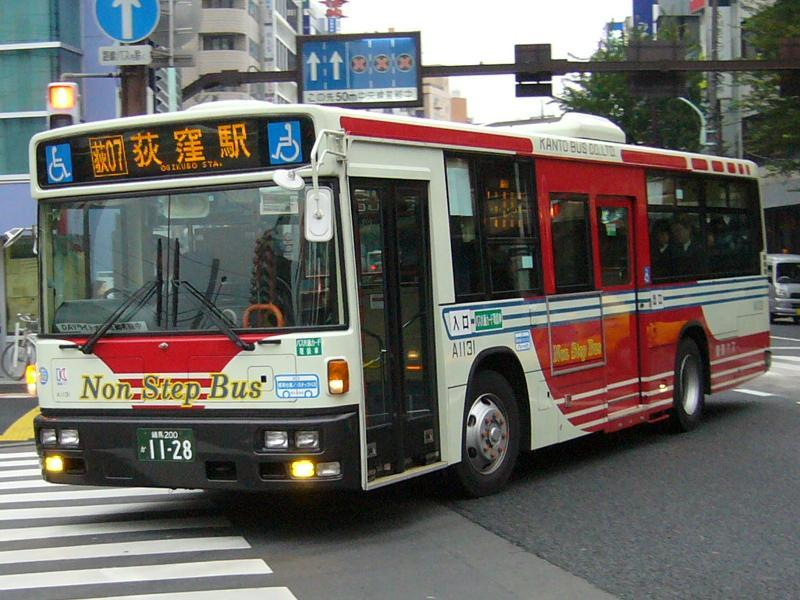
阿佐谷営業所所属車両(A1131)

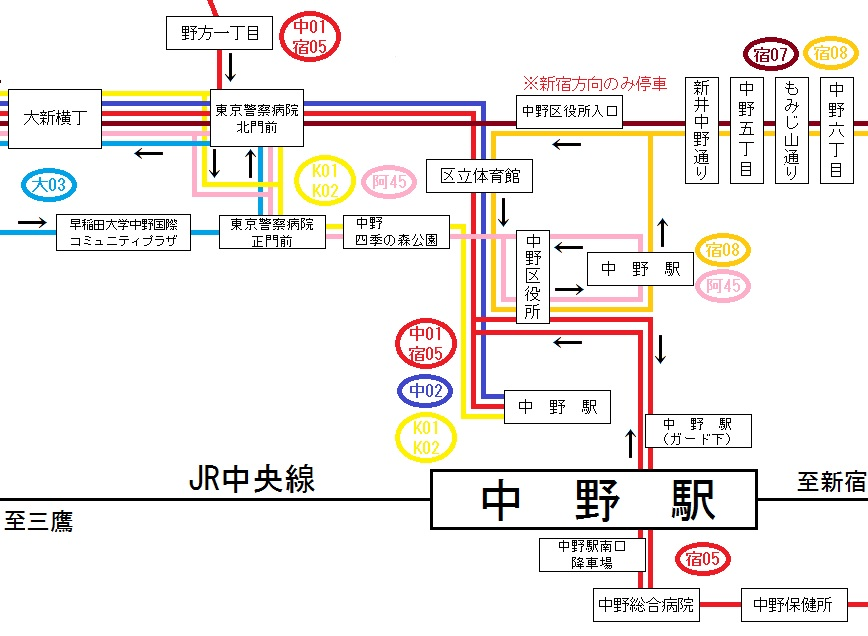
中野駅周辺の経路図。2012年以降は経路変更が多発している。

関東バス阿佐谷営業所（かんとうバスあさがやえいぎょうしょ）は、東京都杉並区下井草に位置する関東バスの営業所。杉並区を中心に、練馬区南西部・板橋区・北区にかけてのエリアと、中野区から新宿方面に向かう路線を管轄する。

## 沿革
陸上交通事業調整法による戦時統合により、関東乗合自動車に合併した中野乗合自動車の社屋を引き継いだものである。当初は中野営業所と称されたが、1948年に阿佐谷営業所と改称された。また、合併間もない1945年に本社を小滝橋から疎開させ、1948年までこの地に本社が置かれた。
前身の中野乗合自動車は1929年に設立され、本線格の路線として「中野駅 - 石神井公園駅線」、「中野駅 - 鷺ノ宮駅線」があった。戦後はこれら中野乗合の路線をもとに発展していくが、物資不足にともなう路線休止により、終戦直後において機能していた路線は「中野駅 - 本社前（阿佐ヶ谷車庫）線」だけだった。
しかし、1945年末にはその路線を新宿西口まで延伸し、さらに起点を新宿伊勢丹に変更、路線名も「伊勢丹線」と付き、最盛期には石神井公園・荻窪・南善福寺へ向けて運行した。また1948年には、都営バスとの相互乗り入れにより東京線（東京駅 - 高田馬場駅 - 阿佐ヶ谷車庫）が開業し、まもなく西武バスも加わって石神井公園駅まで延長された。
一方、鷺宮地区では戦前に運行されていた中野線が廃止され、最寄り国鉄駅である阿佐ヶ谷駅から中村橋駅を南北に結ぶ路線として阿佐谷線が開通した。また、荻窪駅から日大通り方面に運行する日大線も阿佐谷営業所の受け持ちとなった。戦後廃止となった鷺宮地区から中野駅への路線は、半世紀後の2005年に「なかのん」が開通するまで、他のバス路線やJR中央線などを乗り継ぐ必要があり、不便な状態が続いていた。
以上のような経緯により、1960年代半ば頃には、早稲田通りを経由して都心方面へ向かう伊勢丹線・東京線、鷺宮 - 中村橋間を軸とする南北ローカル路線の阿佐ヶ谷線・日大線などの路線を主に受け持っていた。しかしこの頃を境に、道路渋滞の悪化や車両制限令適用開始の影響により、路線の整理・縮小が始まるようになった。
車両制限令は、道路幅に応じて通行できる車両を制限する趣旨の法令であるが、1966年からバスに対しても適用されることとなり、管内では阿佐ヶ谷駅 - 第九小学校間の旧・中杉通りが同令に抵触した。このためここを走る阿佐ヶ谷線は、後述するように大幅な経路変更を行わざるを得なくなった。
また同1966年には、営団地下鉄東西線の大手町駅以西が開業し、中央線荻窪駅までの直通運転も行われるようになった。これをきっかけに早稲田通りの2路線は、以後の10年ほどの間に大幅な変化を見ることとなる。
東京線は、落合から大手町を東西線に沿って走っていたため利用者が激減し、1968年に全線が廃止された。伊勢丹線も同じ頃、荻窪方面行きが廃止され、以上によって早稲田通りの路線は伊勢丹線の石神井公園駅発着便のみに集約された。さらに、伊勢丹線は1970年代と1980年代の2度にわたって行われた路線再編成により分割・短縮され、現在は新宿線（丸山管轄）と東原線と石神井線として運行されている。
関東バスでは「あさがや」の表記は、町名と同じ「阿佐谷」に統一しており、営業所名や阿佐谷北○丁目停留所もこれに従っている。ただし、このような表記となったのは1960年代以降のことであり、それ以前については「阿佐ヶ谷車庫」、「阿佐ヶ谷北○丁目」のように、「ヶ」を省略しない表記が用いられていた。ただし「阿佐ケ谷駅」に関しては、2011年11月15日より駅名に合わせ「ヶ」を省略しない表記に戻された。

### 年表
- 1925年：関東バスの前身の一つである中野乗合自動車創業。中野駅 - 阿佐谷線（現在の中01の出入庫）、中野駅 - 鷺宮駅線、中野駅 - 石神井公園駅線を所管。
- 1945年1月：中野乗合自動車、関東乗合自動車に吸収合併。
- 1945年2月：阿佐谷車庫 - 小滝橋 - 新宿西口線(現在の宿07)を開設
- 1945年3月3日：戦局の悪化によって本社を小滝橋から当地へ疎開。
- 終戦後：中野駅 - 本社前（阿佐谷六丁目）線が残存、同年末に新宿駅まで延伸。
- 1948年：中野駅 - 鷺宮線が廃止され、代替として阿佐谷 - 中村橋線が開通。
- 1948年7月：疎開移転を終了し、本社所在地を小滝橋へ戻す[注釈 1]。
- 1948年8月1日：都営バスとの共同運行で東京線が開通。
- 1948年9月1日：中野営業所から阿佐谷営業所に名称変更。
- 1963年9月21日：現在の営業所棟を新築する。当時は3階より上層がバスガイド寮だった。
- 1966年：車両制限令適用を受け、阿佐谷 - 中村橋線で大幅な経路変更を実施。
- 1968年9月28日：東京線が廃止。
- 1968年10月15日：新橋線が廃止
- 1976年10月1日：中01・宿05・赤31が丸山営業所から移管される。
- 1978年4月1日：宿06が廃止されたことで新宿伊勢丹乗入れを完全廃止し、新宿駅発着路線は全て新宿西口まで短縮。
- 1981年4月1日：阿01を新道（中杉通り）経由に変更、阿01と02で系統番号を入れ替える。
- 1982年3月31日：整備工場を新築。
- 1983年3月23日：阿佐ケ谷駅北口広場が完成。
- 1994年12月15日：阿01で深夜バスの運行を開始する。
- 2001年4月16日：阿02（午後便）を廃止して阿04・05に分割、阿03を新設。
- 2005年11月30日：中野区コミュニティバス「なかのん」が開業、当営業所の所管となる。
- 2008年3月16日：高60を丸山営業所・五日市街道営業所との共同管轄とする。
- 2008年9月16日：高60の共同運行を解消、五日市街道営業所へ完全移管。
- 2010年11月16日：阿51で深夜バスの運行を開始する。
- 2011年5月16日：阿04を片道1便のみに減便。
- 2011年10月2日：A3511- A3513号車がこの日限りで引退し、阿佐谷営業所から3扉車が全廃される。
- 2012年4月2日：中野駅付近の阿45・「なかのん」経路変更、中01-3が新設。
- 2013年2月18日：宿03・04が新設、日祭ダイヤを休日ダイヤへ名称変更。
- 2013年3月15日：大02・03が新設。「なかのん」一般路線化、大幅に減便。
- 2013年4月1日：阿04を朝に運行開始。
- 2015年7月21日：中02が新設、宿03が廃止となる。
- 2018年11月1日：宿08を丸山営業所との共同管轄とする。
- 2020年11月16日：中03が新設。丸山管轄の中25、五日市街道管轄の高10を事実上置き換える。

## 現行路線

### 阿佐谷線
- 阿01：阿佐ヶ谷駅 - 第九小学校 - 阿佐谷北六丁目 - 白鷺一丁目 - 鷺ノ宮駅 - 中村三丁目 - 中村橋駅
- 阿02：白鷺一丁目 → 阿佐谷北六丁目 → 第九小学校 → 阿佐ヶ谷駅 → 杉並区役所（南阿佐ヶ谷駅） → 荻窪駅 → ウェルファーム杉並[1] → 日大二高 → 第九小学校 → 阿佐谷北六丁目 → 白鷺一丁目（午前運行）
- 阿03：阿佐ヶ谷駅 → 第九小学校 → 阿佐谷営業所 → 下井草一丁目 → 下井草駅 → 八成橋 → 中村橋駅 → 中村三丁目 → 鷺ノ宮駅 → 白鷺一丁目 → 阿佐谷北六丁目 → 第九小学校 → 阿佐ヶ谷駅（早朝1本のみ）
- 阿04：阿佐ヶ谷駅 - 第九小学校 - 阿佐谷北六丁目 - 白鷺一丁目
- 阿05：白鷺一丁目 - 阿佐谷北六丁目 - 第九小学校 - 阿佐ヶ谷駅 - 杉並区役所（南阿佐ヶ谷駅） - 荻窪駅（昼間1本のみ）
- （出入庫）：阿佐谷営業所 - 阿佐谷北六丁目 - 白鷺一丁目
- （出入庫）：阿佐谷営業所 - 阿佐谷北六丁目 - 白鷺一丁目 - 鷺ノ宮駅 - 中村三丁目 - 中村橋駅
- （出入庫）：阿佐ヶ谷駅 - 第九小学校  - 阿佐谷営業所

阿佐ヶ谷駅から鷺ノ宮駅を経て中村橋駅まで、中杉通りをほぼ一直線に走る路線。当営業所のメイン路線で、本数の多さは阿佐谷営業所管内一である。終戦直後の1947年 - 1948年頃に開通し、一時は杉並区役所 - 豊島園を結ぶ系統も存在したが、阿佐ヶ谷駅 - 中村橋駅を主軸としていることは今も変わりない。中村橋駅には折返所が無くループ状に折り返す。
かつては阿佐谷駅 - 第九小学校で旧・中杉通り（現行道路の1本西側、現・松山通り）を走行していた。しかし1960年代に車両制限令が施行され、1966年8月1日からはバスに対しても適用されることとなったため、上記区間が同令に抵触し、バスの運行が出来なくなる可能性が出てきた。これに対し利用者から路線廃止に反対する多数の署名が寄せられたことから、旧・中杉通りをバスの需要に応じて午前は阿佐谷駅方向へ、午後は第九小学校方向へと変わる一方通行に改め、片道は青梅街道・荻窪駅・日大通りへと大幅に迂回するという苦肉の策で運行を維持した。
一方で、西武新宿線の踏切渋滞もこの路線の悩みの種となっていた。これについては、阿佐ヶ谷駅 - 白鷺二丁目（のちに白鷺一丁目まで）の折返し線が開設され、特に利用者の多い白鷺地区以南の定時性確保に寄与した。
1981年4月1日に現在の中杉通りが開通すると迂回運行が解消され、新道経由の往復線として運行するようになった。白鷺一丁目折返し便についても新道経由となったものの、午前は阿佐谷駅先回り、午後は荻窪駅先回りとして時間帯別の循環運転を維持したままとなった。この時に系統番号の入れ替えを行っており、前者は阿02から01へ、後者は阿01から02に変わっている。
2001年4月16日の改正で阿02の午後便が廃止・分割され、正午-夕方は阿05、夕方以降は平日のみ阿04が運行されていた。阿04は阿佐谷駅から白鷺地区へ向かう乗降客で混雑する阿01の補佐的な役割で、17時30分-19時台に10分間隔で運行されていた。この時、阿佐谷駅から下井草駅経由で中村橋へ向かう阿03も新設されているが、こちらは本数が1時間に1本と少なく、関東バスの併行路線が荻07の出庫便しかない八成橋→中村橋間の利用者が定着しなかったため、平日は2004年2月2日に、土・休日は2004年5月1日に本数の多くを阿01に吸収され、早朝1便のみとなった。2011年5月16日の改正で、阿04は平日夕方の運行を廃止して終日運行化のうえ、22時台に白鷺一丁目方面の1便のみの運行となった。
2013年4月1日の改正より阿04阿佐ヶ谷駅行の運行を再開した。以前運行されていた阿04とは異なり、平日朝時間帯に12分間隔で運行する。阿02午前便の運行は存続し、阿04と交互に運行する形となる。
2020年11月16日のダイヤ改正で阿02系統が平日は10時までの運行になり、土休日ダイヤでは減便された。
基本的に全便が大型車で運行しており、比較的新しい車が入る傾向が強い。
阿佐ヶ谷駅からの入庫便は入庫前に運用されていた路線の停留所から出発する。
2010年11月16日、育英高専前停留所が「南田中一丁目」 に改称された。2011年11月15日、阿佐谷駅停留所が「阿佐ヶ谷駅」に、八幡前停留所が「中村八幡」に、中村橋停留所が「中村橋駅」に改称された。

### 日大線
- 荻04：荻窪駅 - ウェルファーム杉並 - 日大二高 - 第九小学校 - 阿佐谷営業所
- 荻05：荻窪駅 → ウェルファーム杉並 → 日大二高 → 第九小学校 → 阿佐谷北六丁目 → 白鷺一丁目
- 荻06：荻窪駅 - ウェルファーム杉並 - 日大二高 - 第九小学校 - 阿佐谷北六丁目 - 白鷺一丁目 - 鷺ノ宮駅 - 中村三丁目 - 中村橋駅
- 荻07：荻窪駅 - ウェルファーム杉並 - 日大二高 - 第九小学校 - 阿佐谷北六丁目 - 白鷺一丁目 - 鷺ノ宮駅 - 中村三丁目 - 中村橋駅 - 練馬駅
- （出庫）：阿佐谷営業所 → 下井草一丁目 → 下井草駅 → 八成橋 → 中村橋駅 → 練馬駅（早朝1便のみ）
- （出入庫）：阿佐谷営業所 - 阿佐谷北六丁目 - 白鷺一丁目 - 鷺ノ宮駅 - 中村三丁目 - 中村橋駅 - 練馬駅

戦前に昭和自動車商会が運行していた荻窪駅 - 阿佐ヶ谷（現・阿佐谷北六丁目付近）の路線が起源で、戦後は終点が鷺ノ宮駅、下井草駅、練馬駅と何度か変わっている。現在は中村橋駅までの荻06を主軸として運行しているが、本数は同じ中村橋駅を発着する阿01よりやや少なく、荻07はそれよりさらに少ない。荻07の営業所始発便はいずれも早朝1便のみで、鷺ノ宮駅経由と下井草駅経由が1便ずつ運行される。但し鷺ノ宮駅経由便は中03の出庫を兼ねていて平日は早朝と夕方に運行されている。荻04は出入庫便で、平日朝は折返しのピストン輸送も行われる。荻05は夜に1便のみ運行する路線で、荻窪駅発は荻06の最終後に運行される。日大二高の入試の際には、荻窪駅から直通の臨時バスが運行される。
2001年4月16日、出庫便の練馬駅方面の旧・八成橋停留所を「八成橋東」に改称し、井草二丁目 - 八成橋東に、新・八成橋 を新設した。2010年11月16日、育英高専前停留所が「南田中一丁目」に改称された。2011年4月1日、若杉小学校停留所が「東京衛生病院入口」に、第五小学校停留所が「天沼小学校」に改称された。2011年11月15日、八幡前停留所が「中村八幡」に、中村橋停留所が「中村橋駅」に、練馬駅前通停留所が「下新街」に改称された。2019年5月20日、荻窪税務署停留所が｢ウェルファーム杉並｣に改称された。
2020年11月16日のダイヤ改正で中03（後述）が新設され、主にセットダイヤとなっており、練馬駅で荻窪駅からのバスが中野駅行に、中野駅からのバスが荻窪駅行に入れ替わるということが多い。阿佐谷営業所から鷺ノ宮駅経由の練馬駅方面はこれまで早朝1本の出庫便だけだったが、同日の改正で中03系統の入庫を兼ねる事になった為入庫便が運行開始されたが2021年3月16日のダイヤ改正で入庫便は廃止された。なお、この入庫便は荻07系統が休日ダイヤとなる平日に限り引き続き運行される。

### 東原線
- 阿45：中野駅 - 中野四季の森公園 - 東京警察病院正門前 - 大新横丁 - 高円寺通り - 阿佐谷北六丁目 - 第九小学校 - 阿佐ヶ谷駅

1945年12月に旧・中野乗合の路線を起源として新宿西口 - 本社前（現・阿佐谷営業所）の運行が開始され、1960年代には伊勢丹を起点に石神井公園駅、荻窪駅、南善福寺の3方向へ向けて運行された幹線路線だった。しかし、中央線との並行区間が多いことと東京メトロ東西線の開通、道路渋滞の影響もあり、1960年代末までに重複路線のある日大通り方面への便が廃止され、伊勢丹前 - 石神井公園駅とその折返し便のみとなる。
1972年頃に行われた再編成では、伊勢丹前 - 阿佐谷営業所（宿06）と高円寺駅 - 石神井公園駅（石神井線　高50）に分割された。1978年4月1日には伊勢丹への乗入れも廃止され、線名も伊勢丹線から新宿線と変更された。1983年3月23日、阿佐ケ谷駅北口バス乗り場と北側の中杉通りの整備が完了すると再度分割、宿08と阿45を中心とする運行となり、宿07は大幅に減便された。
2012年4月2日、阿45の中野駅 - 東京警察病院北門前間を同年3月23日に開業した新道経由（中野四季の森公園・東京警察病院正門前の各停留所が新設）へ経路変更され、東京警察病院北門前には阿佐ヶ谷駅方面のみが停車するようになった。
2011年11月15日、新宿西口停留所が「新宿駅西口」に、落合停留所が「落合駅」に、阿佐谷駅停留所が「阿佐ヶ谷駅」に改称された。2012年4月2日、東京警察病院停留所が「東京警察病院北門前」に改称された。
2018年11月1日、宿08は丸山営業所との共同管轄に変更された。これに伴い中野駅の乗り場が変更されている。2019年9月16日、宿08は完全に丸山に移管し、阿佐谷管轄で残った阿45系統は「東原線」に変更・分割されている。
宿07は、2019年9月15日をもって阿佐谷営業所方面と土休日の新宿駅西口方面が廃止された。その後、2020年11月16日のダイヤ改正で新宿駅方面も廃止された。なお、区役所入口停留所は経路変更された宿04系統で使用されている。
現在では便数のほぼ全てを阿45が占め、宿07は新宿駅西口行きが1便、営業所行き2便（土曜は1便）のみとなったが、2020年11月16日のダイヤ改正で廃止された。

### 石神井線
- 阿50：阿佐ヶ谷駅 - 第九小学校 - 阿佐谷営業所 - 下井草一丁目 - 下井草駅 - 八成橋 - 下石神井一丁目 - 石神井公園駅
- 阿51：阿佐ヶ谷駅 - 第九小学校 - 阿佐谷営業所 - 下井草一丁目 - 下井草駅
- （出入庫）：阿佐谷営業所 - 下井草一丁目 - 下井草駅 - 八成橋 - 下石神井一丁目 - 石神井公園駅
- （出入庫）：阿佐谷営業所 - 下井草一丁目 - 下井草駅

阿佐ヶ谷駅から早稲田通りを経て、旧早稲田通りを石神井公園駅まで向かう。伊勢丹線の分割によって成立した路線で、1983年3月23日から阿佐谷駅発着となった。平日朝夕は毎時5-7本、平日日中・土日は1時間に4-5本程度の運行本数が設定されている。阿51は、1983年に阿佐谷駅発着へ変更された時に折返し便として新設された。当初は早朝に阿佐谷駅方向、22時過ぎに下井草駅方面のみ運行されていたが、2010年11月16日に朝ラッシュ時のみ阿佐谷駅方向が増発され、下井草駅方向のみ深夜バスの運行も開始した。朝ラッシュ時の阿51は阿佐ヶ谷駅到着後は一度営業所に入庫して時間調整を実施していたが、2017年12月現在では実施していない。また、2013年8月6日より夕ラッシュ時に阿51が新設された。こちらは営業所での時間調整はない。
旧早稲田通りは都内でも特に道幅の狭い区間があり、バス同士はおろか一般車とでさえすれ違いに時間を要してしまうほか、石神井公園駅前商店街・環八・下井草駅付近の踏切により、ダイヤの乱れが生じやすい路線でもある。この為、中型車（座席削減型のワンステップ及びノンステップ)での運用となっている。
2011年11月15日、阿佐谷駅停留所が鉄道駅にあわせた「阿佐ヶ谷駅」に改称された。

### 野方線
- 中01：中野駅 - 中野けやき通り - 東京警察病院北門前 - 下段参照 - 野方駅
- 中02：中野駅 - 中野けやき通り - 東京警察病院北門前 - 大新横丁 - 野方二丁目 - 野方駅（2022年4月現在運休）
- 宿04：阿佐谷営業所 → 阿佐谷北六丁目 → 高円寺通り → 大新横丁 → 東京警察病院北門前 → 中野区役所入口 → 中野駅 → 堀越学園前 → 東中野二丁目 → 大久保駅 → 新宿駅西口
- 宿05：新宿駅西口 - 大久保駅 - 東中野二丁目 - 堀越学園前 - 中野駅 - 中野けやき通り - 東京警察病院北門前 - 下段参照 - 野方駅
- 中01-2：中野駅 - 中野けやき通り - 東京警察病院北門前 - 大新横丁 - 高円寺通り - 阿佐谷北六丁目 - 阿佐谷営業所
- 中01-3：中野駅 - 中野四季の森公園 - 東京警察病院正門前 - 大新横丁 - 高円寺通り - 阿佐谷北六丁目 - 阿佐谷営業所
- （入庫）：野方駅 → 中野工業高校 → 東京警察病院北門前 → 大新横丁 → 大場通り → 高円寺通り → 阿佐谷北六丁目 → 阿佐谷営業所
- （出入庫）：阿佐谷営業所 - 阿佐谷北六丁目 - 高円寺通り - 大場通り - 野方二丁目 - 野方駅（入庫便は2022年4月現在運休）

| 野方駅方面                                                                  |
| --------------------------------------------------------------------------- |
| 東京警察病院北門前→大新横丁→大場通り→野方二丁目→八幡前→野方駅入口→野方駅    |
| 中野駅・新宿駅西口方面                                                      |
| 野方駅→野方三丁目→中野工業高校→平和の森小学校→野方一丁目→東京警察病院北門前 |

開業当初は丸山営業所所管で、1976年10月1日に阿佐谷営業所に移管された。本数の半分以上が中01で、東京警察病院北門前 - 野方駅 - 野方一丁目間では、時計回りの循環運転を行っている。中野駅出発時点での行先表示は「野方駅」だが、東京警察病院北門前 - 野方駅間が野方駅方向と中野駅方向で大幅に異なっているので中野駅からの利用者は野方駅を跨いでループ区間の終点の「野方一丁目」まで利用することが可能である。
野方駅停留所は、西武新宿線野方駅から続く商店街の入口と複合ビル「野方WIZ」の間に位置し、環七通り上にある野方駅入口・野方駅北口停留所（赤31が停車）より野方駅に近い。野方駅入口バス停から左側の狭い道路を通り、小さなバスターミナルになっている野方駅停留所へと向かう。中野駅以東は大久保通り・小滝橋通りを経由して新宿駅西口に向かう。
中野駅 - 東中野二丁目間において、京王バスの運行する渋64と共通定期券の取り扱いを行っている。なお東京マラソン開催時、宿05は新宿駅西口-中野駅間で運休となる。
2013年2月18日、新宿駅西口 - 中野駅間の宿03と、新宿駅西口発着で大久保通り・中野駅・区立体育館経由の出入庫便である宿04が新設された。いずれも平日早朝・深夜の運行で日中と土曜・休日は運行されない。
宿03の新宿駅西口行き（最終）と宿04の営業所行きは、深夜バスも設定されていた。しかし両系統は、2015年7月21日に早朝の宿04新宿駅西口行きを残して全て廃止となり、同日に中02が新設された。中02は中野駅 - 野方駅間を環七通り経由で往復する系統で、中01終車後の設定である。野方駅方面1便を除いて深夜バスの設定となる。なお、中02は2022年4月現在運休中であるが、公式には廃止の発表はされていない。
中01-2と中01-3は中野駅発着系統の出入庫系統である。中01-3は2012年4月2日に阿45の経路変更と合わせて新設されたものであり、2021年3月16日以降は一部出庫便を除いて中野駅との出入庫は中01-3が担っている。中01-2は出庫が早朝のみ 入庫は深夜1便のみとなっている。
2006年10月16日、野方方面の旧・東中野二丁目停留所を「宮下交差点」に改称し、宮下交差点 - 堀越学園に、新・東中野二丁目を新設した。2007年12月16日、野方警察停留所が「東京警察病院」に改称された。2011年11月15日、野方停留所が「野方駅」に、野方駅南口停留所が「野方駅入口」に、新宿西口停留所が「新宿駅西口」に改称された。2012年4月2日、東京警察病院停留所が「東京警察病院北門前」に改称された。2020年10月1日、区立体育館停留所が「中野けやき通り」に改称された。
2020年11月16日のダイヤ改正で宿07系統が廃止された為宿04系統が中野けやき通り経由から区役所入口経由に改められた。なお、中野区役所停留所は通過する。
宿05系統の野方方面は、中野駅南口ロータリーで降車扱い後、中野駅北口停留所に入る。その際に中01系統の表示に切り替わる。また時間調整のため数分停車する場合がある。

### 中練線
- 中03：中野駅 - 中野四季の森公園 - 東京警察病院正門前 - 大新横丁 - 野方二丁目 - 野方駅入口 - 野方駅北口 - 中野北郵便局 - 豊玉こうしん通り - 練馬駅
- 中03-1：阿佐谷営業所 → 阿佐谷北六丁目 → 高円寺通り → 大新横丁  → 早稲田大学中野国際コミュニティプラザ → 中野四季の森公園 → 中野駅（平日早朝1便運行）
- (出庫)阿佐谷営業所→下井草駅→八成橋→中村橋駅→練馬駅
- (出入庫)阿佐谷営業所 - 鷺ノ宮駅 - 中村橋駅 - 練馬駅
- (入庫)中野駅→中野四季の森公園→東京警察病院正門前→大新横丁→阿佐谷北六丁目→阿佐谷営業所

中03系統は野方駅入口から野方駅北口を経由して豊玉こうしん通りを通るルートとなる。中25系統および高10系統大場通り以北の代替として2020年11月16日のダイヤ改正で登場した。中野駅 - 野方駅北口間はK01系統と同一ルートを経由する。早朝の出庫便は大03系統の代わりに早稲田大学中野国際コミュニティプラザを経由する。 2021年3月16日のダイヤ改正で土休日の運行を開始した。主に日大線の荻07とセットダイヤとなっており、練馬駅で荻窪駅からのバスが中野駅行に、中野駅からのバスが荻窪駅行に入れ替わるということが多い。

### 赤羽線
- 赤31：高円寺駅 - 野方二丁目  - 野方駅北口 - 豊玉中二丁目 - 羽沢 - 南常盤台 - 大和町 - 東十条四丁目 - 赤羽駅東口（国際興業バス赤羽営業所と共同運行）
- （出入庫）：高円寺駅 - 大場通り - 高円寺通り - 阿佐谷北六丁目 - 阿佐谷営業所（関東バスのみ）

関東バス一般路線最長距離、なおかつ最東・最北端へ向かう路線で、1972年12月1日に開業した。高円寺・野方・豊玉地区と赤羽・板橋本町地区方面を環七通り経由で短絡して結ぶ。開業当初は丸山担当で1976年10月1日に移管された。野方地区ではこの系統のみ、大場通り・八幡前・野方消防署を通過する。高円寺中学校（都営は高円寺駅入口）（高円寺中学校は赤羽方向のみ）- 東十条四丁目で、国際興業の赤31・都営の王78にも乗車できる共通定期券を発行している。国際興業は高円寺駅→赤羽車庫の「赤31-2」を運行している。
2009年5月1日、高円寺北二丁目停留所が「杉並芸術会館　座・高円寺前」に改称された。2011年11月15日、野方駅南口停留所が「野方駅入口」に、赤羽駅停留所が「赤羽駅東口」に改称された。

### 中野線

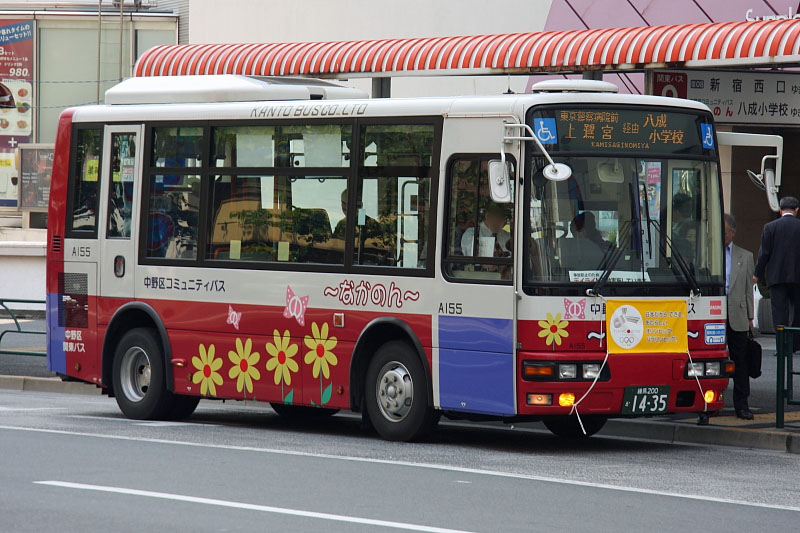
なかのん塗装の車両 (A155) 現在は関東バスカラーとなっている

- K01：中野駅 → 中野四季の森公園 → 東京警察病院正門前 → 東京警察病院北門前 → 大新横丁 → 野方二丁目 → 野方駅北口 → 都立家政入口 → 鷺ノ宮駅入口 → 武蔵台小学校 → 八成小学校
- K01：八成小学校 → 井草一丁目 → 武蔵台小学校 → 鷺ノ宮駅入口 → 都立家政入口 → 野方駅北口 → 野方二丁目 → 大新横丁 → 東京警察病院正門前 → 中野四季の森公園 → 中野駅
- K02：中野駅 → 中野四季の森公園 → 東京警察病院正門前 → 東京警察病院北門前 → 大新横丁 → 大場通り → 野方駅北口 → 都立家政入口 → 鷺ノ宮駅入口 → 武蔵台小学校 → 八成小学校 → 井草一丁目（入庫する3本のみ）

戦前に中野駅 - 鷺ノ宮駅を結ぶバス路線が存在したが、戦後に廃止されたため、中野区北西部にある鷺宮・上鷺宮地域から中野区役所のある中野駅周辺へ出かけるには、既存の路線バスと西武新宿線、またはJR中央線を乗り継いで利用しなければならなかった。これらの地域の住民にとっては、区役所へ行くのに複数の交通機関の乗り継ぎを強いられ非常に不便であり、鷺宮地区から中野駅方面へのバス路線の改善を求める住民の声があった（なお当該地域は、隣の杉並区役所がある阿佐ケ谷駅行きのバスが頻繁に出ている）。
そこで1994年より中野区が「バス交通対策検討委員会」を設置し、需要調査などを行ったところ、周辺住民と中野区によって直通のバス路線計画が浮上した。その結果、一般路線では採算が取れないことを理由にコミュニティバスとして運行することとなった。
2005年11月30日、中野区コミュニティバス「なかのん」として運行開始。愛称は一般公募で選定され、中野の「なか」と「のん」びりを合わせた造語として「なかのん」が採用された。開通当初は中野区から助成金が出ていたが、3年後の2008年度より区の助成金は打ち切られた。当初より助成金の交付は運行開始後3年の予定であった。
2010年11月16日、八成小学校到着後に入庫する3便が「井草一丁目」停留所まで延伸し、K02系統として新設された。「井草一丁目」到着後は回送入庫となる。
2011年11月15日、「野方駅南口」停留所が「野方駅入口」に改称された。
2012年4月2日、阿45系統と同様に、中野駅 - 東京警察病院北門前間を同年3月23日に開業した新道を経由するルートに変更となり、「区立体育館」停留所は廃止された。新道には「中野四季の森公園」停留所と「東京警察病院正門前」停留所が新設された。また「東京警察病院」停留所は「東京警察病院北門前」と改称し、野方方面のみ停車する。
2012年7月より実施された車体更新に合わせ、なかのん専用塗装から関東バスの一般路線バスと同じ塗色に順次変更され、同年9月より関東バスカラーでの運行が始まった。
2013年3月15日をもって一般路線化。中野区コミュニティバスの扱いから正式に関東バスの一般路線となった。このため「なかのん」の愛称利用を中止し、車両の表記も順次撤去された。また利用者の減少により、内部補助が難しくなったため減便を実施。運行頻度も1時間に2回から1回となり、最終便は19時台から17時台に繰り上がった。その後、同2013年8月6日より、運行本数増回の要請が中野区議会などから提出されたため、一部時間帯で増回を実施。最終便も30分繰り下がった。また同日より、原則的に中型車での運用となった。
運賃は、中野区コミュニティバス時代から関東バスの一般路線に準じており、大人220円、こども110円の均一料金である。PASMO・Suica、東京都シルバーパス、関東バス一日乗車券が利用できる。またコミュニティバス時代から関東バス専用回数券（販売終了）も利用できた。
ルートは、中野駅から東京警察病院・野方駅を環七通り経由で走行し、新青梅街道を西へ直進する。上鷺宮地区では適当な折返し用の待避所が設けられないため、杉並区内へ乗り入れて八成小学校付近でループする経路が採用された。なお中野区と杉並区の区境は「稔ヶ丘高校」と「稔ヶ丘高校入口」停留所の間にある。環七通りが西武新宿線のアンダーパスをくぐるため、踏切渋滞に悩まされることはないが、平日の朝には一般車の交通量が多くなり、新青梅街道から環七通りへの流入量が増えるために大渋滞を引き起こし、30分以上の遅延が発生することも珍しくない。

## 廃止・移管路線

### 東京線
- 110：石神井公園駅 - 下井草駅 - 阿佐ヶ谷車庫前 - お伊勢の森 - 野方警察署 - 小滝橋車庫 - 高田馬場駅 - 馬場下町 - 飯田橋駅 - 水道橋駅 - 神保町 - 東京駅丸の内北口（都営バス小滝橋営業所・西武バス練馬営業所と共同運行）
- 110：阿佐ヶ谷車庫前 - お伊勢の森 - 野方警察署 - 小滝橋車庫 - 高田馬場駅 - 馬場下町 - 飯田橋駅 - 水道橋駅 - 神保町 - 東京駅丸の内北口（都営バス小滝橋営業所と共同運行）

伊勢丹線をベースに、1948年（昭和23年）8月に東京駅 - 阿佐ヶ谷車庫間で開通した路線。1ヶ月後に石神井公園駅まで延長、同時に西武自動車（現・西武バス）との3社局共管路線となった。小滝橋から早稲田通りを現在の東京メトロ東西線と同様に飯田橋駅まで走り、外堀通りに出て水道橋駅を右折、白山通り、内堀通り経由で東京駅に入るルートだった。

地下鉄東西線高田馬場 - 九段下間の開業で飯田橋まで完全並行となり、さらに中野と竹橋の間に延長されたため、都電第3次撤去と同時の1968年（昭和43年）9月28日限りで都営と西武バスが撤退、廃止となった。

### 阿佐谷線（一部系統の廃止）
- 阿02：白鷺一丁目 → 阿佐谷北六丁目 → 第九小学校 → 日大二高 → 荻窪税務署 → 荻窪駅 → 杉並区役所 → 阿佐谷駅 → 第九小学校 → 阿佐谷北六丁目  → 白鷺一丁目（午後運行）

午後回りの循環便。荻窪駅先回りで運行していたが、2001年（平成13年）4月16日付けで阿04・05に分割された。

### 日大線（一部系統の廃止）
- 荻05：白鷺一丁目 → 阿佐谷北六丁目  → 第九小学校 → 日大二高 → 荻窪税務署 → 荻窪駅

2001年頃に荻窪方向のみ運行を取り止めた。現在は荻窪駅からの片方向のみ運転している。

### 新宿線（一部系統の変更・廃止）
- 阿45：中野駅 - 区立体育館 - 東京警察病院 - 大新横丁 - 高円寺通 - 阿佐谷北六丁目 - 第九小学校 - 阿佐ヶ谷駅

2012年4月2日付けで東京警察病院正門前経由の新道経由に変更となった。
- 宿06：伊勢丹前 - 新宿西口 - 大久保駅前 - 小滝橋 - 落合 - 中野五丁目 - 新井中野通 - 野方警察 - 大新横丁 - 高円寺通 - 阿佐谷北六丁目 - 阿佐谷営業所

1978年（昭和53年）4月1日付で新宿西口発着の宿07に短絡された。この路線の廃止を持って伊勢丹前発着路線が消滅した。
- 宿07：新宿駅西口 - 大久保駅 - 小滝橋 - 落合駅 - 中野五丁目 - 新井中野通り - 東京警察病院北門前 - 大新横丁 - 高円寺通り - 阿佐谷北六丁目 - 阿佐谷営業所（中野駅非経由）

2019年9月15日をもって阿佐谷営業所方面と土休日の新宿駅西口方面が廃止された。
その後2020年11月16日のダイヤ改正で新宿駅方面も廃止された。なお、区役所入口停留所は経路変更された宿04系統で使用されている。
- 宿08：新宿駅西口 - 大久保駅 - 小滝橋 - 落合駅 - 中野五丁目 - 新井中野通り - 中野駅

2018年11月1日より丸山営業所との共同管轄に変更された。
2019年9月16日のダイヤ改正で共管は終了、丸山単独となった。

### 野方線（一部系統の廃止）
- 宿03：新宿駅西口 - 大久保駅 - 東中野二丁目 - 堀越学園前 - 中野駅
- 宿04：新宿駅西口 - 大久保駅 - 東中野二丁目 - 堀越学園前 - 中野駅 - 区立体育館 - 東京警察病院北門前 - 大新横丁 - 高円寺通り - 阿佐谷北六丁目 - 阿佐谷営業所

2013年（平成25年）2月18日付けで新設されたが、僅か2年半後の2015年7月17日限りで廃止された。なお、宿04は阿佐谷営業所→新宿駅西口間で早朝1本のみ残存している。
その後2020年11月16日のダイヤ改正で宿04は区立体育館経由では無く区役所入口経由に改められた。

### 石神井線（一部系統の変更）
- 高50：高円寺駅 - 高円寺通 - 阿佐谷北六丁目 - 阿佐谷営業所 - 下井草一丁目 - 下井草駅 - 八成橋 - 石神井公園駅

阿佐ケ谷駅北口ロータリー完成に伴い、1983年（昭和58年）3月23日付で阿佐谷駅発着の阿50へ変更された。

### 高円寺線
- 高60：高円寺駅 - 野方二丁目 - 八幡前 - 野方駅北口 - 中野北郵便局 - 豊玉中二丁目 - 練馬駅

丸山営業所が単独で担当していたが、2008年3月16日より当営業所、五日市街道営業所を加えて3営業所共管とした。同年9月16日付で五日市街道営業所単独となり、共管は終了した。

### 中野線（一部系統の変更）
- K01：中野駅 - 区立体育館 - 東京警察病院 - 大新横丁 - 野方二丁目 - 野方駅北口 - 都立家政入口 - 鷺ノ宮駅入口 - 武蔵台小学校 - 八成小学校
- K02：中野駅 → 区立体育館 → 東京警察病院 → 大新横丁 → 野方二丁目 → 野方駅北口 → 都立家政入口 → 鷺ノ宮駅入口 → 武蔵台小学校 → 八成小学校 → 井草一丁目

2012年4月2日より東京警察病院正門前経由の新道経由に変更となった。

### 大学線
- 大02：野方駅 - 野方二丁目 - 大新横丁 - 東京警察病院正門前
- 大03：野方駅 → 野方二丁目 → 大場通り → 大新横丁 → 東京警察病院正門前 → 東京警察病院北門前 → 大新横丁 → 高円寺駅
- 大03：高円寺駅 → 大新横丁 → 東京警察病院正門前 → 東京警察病院北門前 → 大新横丁 → 大場通り → 野方二丁目 → 野方駅

2014年（平成26年）4月、中野区中野4丁目の陸軍中野学校→警察大学校跡地に開学した早稲田大学・明治大学・帝京平成大学各中野キャンパスへの通学輸送を目的に開設。
野方駅は現行の停留所をそのまま使用するが、高円寺駅は新規に停留所を設置し他路線との差別化を図る。大02は野方線とは異なり往復共に環七通り経由で運行する。大03は野方駅バス停と高円寺駅を結ぶ路線としては2008年9月16日に廃止された高40以来の路線となるが、当系統は東京警察病院付近へ迂回する経路となる。なお、東京警察病院停留所は往復共に正門⇒北門の順番で停車する。いずれの系統も平日のみの運行となり、大02は8時〜9時、大03は10時〜18時台に運行する。出庫は野方・高円寺どちらにも既存の出庫系統を利用して行うが、入庫は高円寺からの既存の入庫系統のみを用いる。野方駅 → 野方駅入口間において大型車では曲がれないため中型車又はなかのん用に投入された小型車での運用となる。
2014年5月1日、大新横丁〜東京警察病院正門前間に「早稲田大学中野国際コミュニティプラザ」が新設された。
2014年12月22日より2015年1月30日まで運休を予定していたが、1月19日に運休期間が「〜当分の間」に変更された。その後、3月2日に大03のみ大幅減便で運行を再開、大02は復活する事は無かった。
しかしCOVID-19の影響による外出自粛の為2020年3月25日付で運休となり、同年11月16日付のダイヤ改正で廃止となった。なお、「早稲田大学中野国際コミュニティプラザ」停留所は新設された中03-1系統が通っている。

### 若宮・大和町循環
- 若宮・大和町循環：白鷺一丁目 → 阿佐谷北六丁目 → 大和町三丁目 → 若宮二丁目 → 若宮三丁目アパート → 白鷺一丁目
- 白鷺一丁目第三アパート → 白鷺一丁目 → 鷺宮区民活動センター分室 → 白鷺一丁目第三アパート（平日早朝のみ）

2022年10月18日から2023年3月31日までの期間限定で運行される中野区の実証実験路線　乗車定員10名の専用車両を用いて運行される。
2023年3月1日からは平日早朝のみ白鷺一丁目第三アパート始発便の運行が開始された。
運賃は、大人200円、こども100円の均一料金である。PASMO・Suica、関東バス一日乗車券が利用できるが東京都シルバーパスは利用できない。

## 車両
関東バスで唯一、国産4メーカー全ての車両が揃っている。日産ディーゼル（現：UDトラックス）製の車両が主体だが、いすゞ自動車製の車両の割合も多く、エルガとエルガミオが所属している。いすゞ自動車製の車両は、以前は阿佐谷営業所のみに配置されていたが、現在は武蔵野営業所にも配置されている。その他、ごくわずかに日野自動車製のブルーリボンⅡも所属する。
三菱ふそう製大型車は、日産ディーゼルのバス製造・販売が終了した2011年からエアロスターが導入されるようになり、当初は大型ワンステップバス1台（A1431号車）のみだったが、2017年7月に初めて大型ノンステップバス（2400番台）が配置されて以降徐々に数を増やしている。
以前は関東バスの他の営業所と同様に3扉車が多く、1995年には日産ディーゼル車に混じり、いすゞ自動車製の3扉車として1500番台が2台導入されていた。1996年から1997年に同じく富士重工7EボディのキュービックLTも導入され、廃車まで他の営業所に転属することなく活躍していた。
旧中野区コミュニティバス「なかのん」には、三菱ふそう製小型車である三菱ふそう・エアロミディMEを使用していたが、現在は中型車との共通運用である。なかのん専用車はデザインも既存の関東バスのものと異なり、なかのんの愛称をデザインした専用塗装となっていたが、2012年に実施されたボディ更新に合わせ、既存の関東バスと同様のカラーに変更となった。旧なかのん専用車の中には他の営業所に転属して、狭隘路線用として使用されている車両もある。
2014年11月17日より、ご当地ナンバー第2弾のうちの一つとして杉並ナンバーが発足したのにともない、同日以降の新車および他営業所からの転入車は、これまでの練馬ナンバーから杉並ナンバーでの登録となる。